# Allan Cormack
Allan MacLeod Cormack, född 23 februari 1924 i Johannesburg i Sydafrika, död 7 maj 1998 i Winchester i Massachusetts, USA, var en amerikansk fysiker. Han tilldelades 1979, tillsammans med Godfrey N. Hounsfield, Nobelpriset i fysiologi eller medicin för sitt arbete med datortomografi.

## Biografi
Cormack gick på Rondebosch Boys' High School i Kapstaden, där han var aktiv i debatt- och tennislagen. Han tog sin kandidatexamen i fysik 1944 från University of Cape Town och masterexamen i kristallografi 1945 från samma institution. Han var doktorand vid universitetet i Cambridge 1947–1949 och där träffade han sin blivande hustru Barbara Seavey, en amerikansk fysikstudent.
Cormack dog i cancer i Winchester, Massachusetts vid 74 års ålder. Han tilldelades postumt Kartungubwe-orden den 10 december 2002 för enastående prestationer som forskare och för att ha samuppfunnit datortomografen. 

### Vetenskaplig karriär
Efter att ha gift sig med Barbara återvände han till University of Cape Town i början av 1950 för att föreläsa. Efter ett sabbatsår på Harvard 1956-57 gick paret med på att flytta till USA och Cormack blev professor vid Tufts University hösten 1957. Han blev  medborgare i USA 1966. 
Även om han huvudsakligen arbetade med partikelfysik, ledde Cormacks sidointresse för röntgenteknik honom att utveckla de teoretiska grunderna för datortomografi. Detta arbete initierades vid University of Cape Town och Groote Schuur Hospital i början av 1956 och fortsatte kort i mitten av 1957 efter att han återvänt från sitt sabbatsår. Hans resultat publicerades i två artiklar i Journal of Applied Physics 1963 och 1964. Dessa artiklar genererade litet intresse tills Hounsfield och hans kollegor byggde den första datortomografen 1971, vilket tog Cormacks teoretiska beräkningar till en reell applikation. För deras självständiga insatser var för sig delade Cormack och Hounsfield Nobelpriset i fysiologi eller medicin 1979. Det är anmärkningsvärt att de två byggde en mycket liknande typ av enhet utan samarbete och i olika delar av världen.
Cormack var ledamot av International Academy of Science, München. År 1990 tilldelades han National Medal of Science.